# Acksjön (Ekshärads socken, Värmland)
Acksjön är en sjö i Hagfors kommun i Värmland och ingår i Göta älvs huvudavrinningsområde. Sjön är 17,7 meter djup, har en yta på 1,2 kvadratkilometer och är belägen 191,1 meter över havet. Sjön avvattnas av vattendraget Acksjöälven. Vid provfiske har bland annat abborre, gers, gädda och mört fångats i sjön.

## Delavrinningsområde
Acksjön ingår i det delavrinningsområde (667000-137743) som SMHI kallar för Utloppet av Acksjön. Medelhöjden är 279 meter över havet och ytan är 22,22 kvadratkilometer. Det finns inga avrinningsområden uppströms utan avrinningsområdet är högsta punkten. Acksjöälven som avvattnar avrinningsområdet har biflödesordning 2, vilket innebär att vattnet flödar genom totalt 2 vattendrag innan det når havet efter 359 kilometer. Avrinningsområdet består mestadels av skog (85 procent). Avrinningsområdet har 1,2 kvadratkilometer vattenytor vilket ger det en sjöprocent på 5,4 procent.

## Fisk
Vid provfiske har följande fisk fångats i sjön:
- Abborre
- Gärs
- Gädda
- Mört
- Sik